# 拉埃瓦
58°29′13″N 26°22′54″E / 58.48694°N 26.38167°E
拉埃瓦，是愛沙尼亞塔爾圖縣塔尔图市镇内的村庄，位於該國東南部，曾是原拉埃瓦市镇的行政中心，處於首都塔林東南面140公里，海拔高度40米，2011年該城鎮人口为413人。